# Raja de Beni Mellal
Raja de Beni Mellal is een Marokkaanse voetbalclub, gevestigd in de Marokkaanse stad Béni-Mellal.
De in 1956 opgerichte club kwam het vaakst uit in de Botola Pro 2 en speelt zijn thuiswedstrijden in Stade Honneur de Beni Mellal. De traditionele uitrusting van Raja de Beni Mellal bestaat uit een groen en wit tenue. In 2019 promoveerde de club naar de Botola Pro.

## Geschiedenis
Raja Beni Mellal werd opgericht in 1956 door Monsieur Abdellatif Mesfioui na de alliantie van een aantal clubs van de stad Beni Mellal, waaronder de  'Ittihad Al Mellali'  en  'La Mouloudia'  . Abdellatif Mesfioui was de eerste president van de club na de fusie tussen de Ittihad en Mouloudia. Beste voorzitters van de clubgeschiedenis tot nu toe waren Lhaj Jilali Lasri (1973-1974 en 1974-1975) en zijn zoon Lhaj Abdelwahed Lasri (2010-2011 en 2011-2012) waar tijdens hun activiteit de beste vier seizoenen in de geschiedenis zijn geweest van Raja Beni Mellal.

## Erelijst
- Maghreb Champions Cup:
  - Runner-up: 1975
- Botola Pro (1):
  - 1974